# Adriaan van Roomen

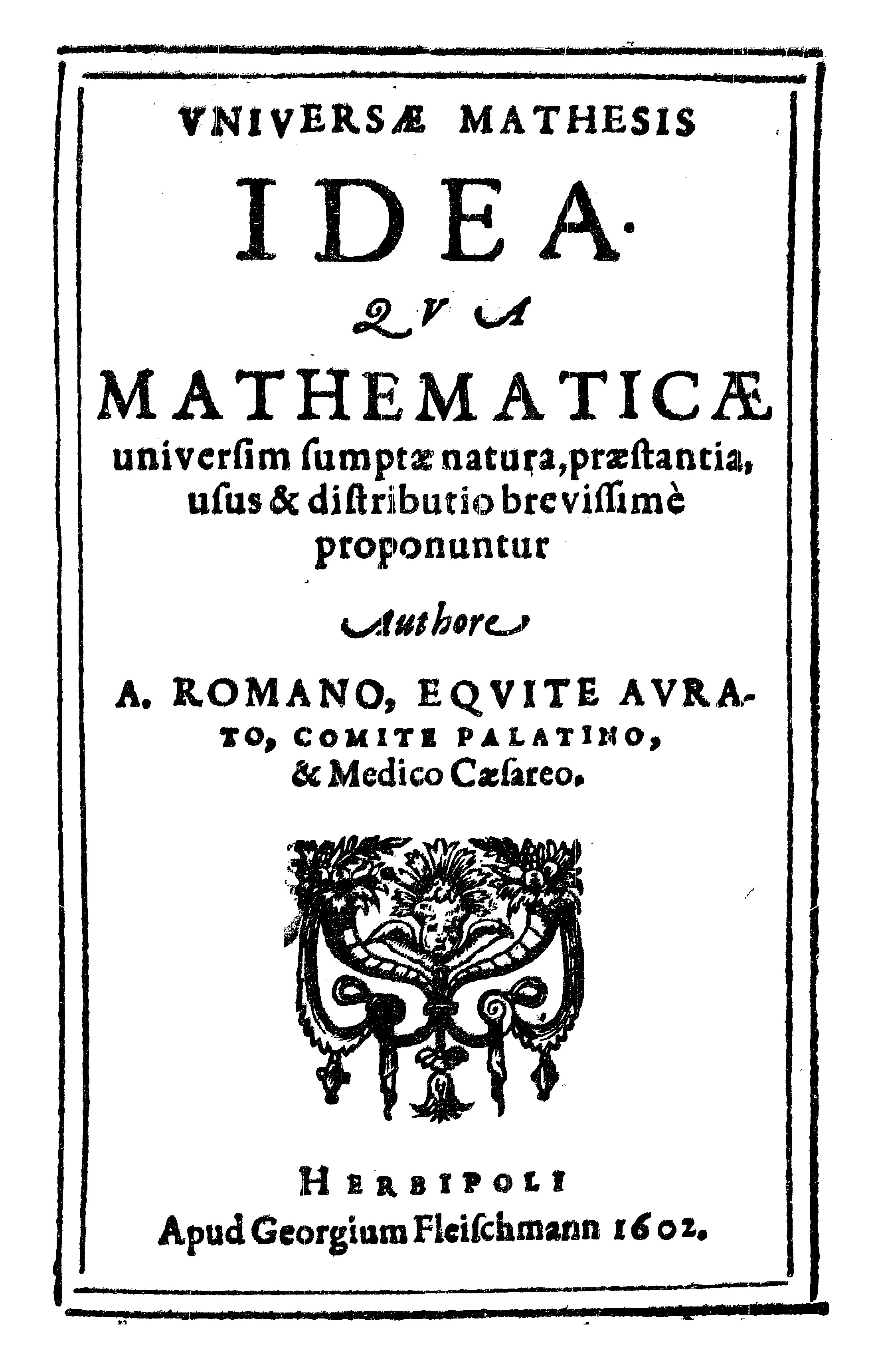
Universae mathesis idea, 1602

Adriaan van Roomen (in latino Adrianus Romanus; Lovanio, 25 settembre 1561 – Magonza, 4 maggio 1615) è stato un matematico fiammingo.

## Biografia
Studiò matematica, astronomia e filosofia a Colonia, poi si specializzò in medicina all'Università Cattolica di Lovanio. Dal 1586 al 1592 insegnò medicina e matematica in tale università, dove ebbe tra i suoi allievi Snellius. Ottenne un'altra laurea in medicina nel 1594 a Bologna.
Nel 1585 fece un viaggio in Italia, durante il quale incontrò Cristoforo Clavio. Nel 1593 gli venne assegnata la cattedra in medicina all'Università di Würzburg. Nel 1597 incontrò a Fontenay-le-Comte il matematico François Viète. Nel 1600 incontrò a Praga l'astronomo Giovanni Keplero.

## Contributi matematici
Nel 1597 pubblicò il trattato Archimedis circuli dimensionem exposito et analysis, nel quale diede le prime 16 cifre decimali di pi greco, un record per quel tempo. Calcolò a tale scopo, seguendo e ampliando il metodo illustrato da Archimede, il perimetro di poligoni inscritti e circoscritti di 230 lati.
Nel 1602 pubblicò il trattato Chordarum arcubus circuli primarilis, quibus videlicet is in triginta dirimitur partes, subtensarum resolutio, nel quale vengono calcolate le radici di molte equazioni algebriche, che gli servivano per esprimere la lunghezza dei lati di molti poligoni regolari. Partendo da tali dati pubblicò tavole coi valori della funzione seno con 9 decimali.

## Opere
- (LA) Universae mathesis idea, Herbipoli, Georg Fleischmann, 1602.